# GM Small Gasoline Engine

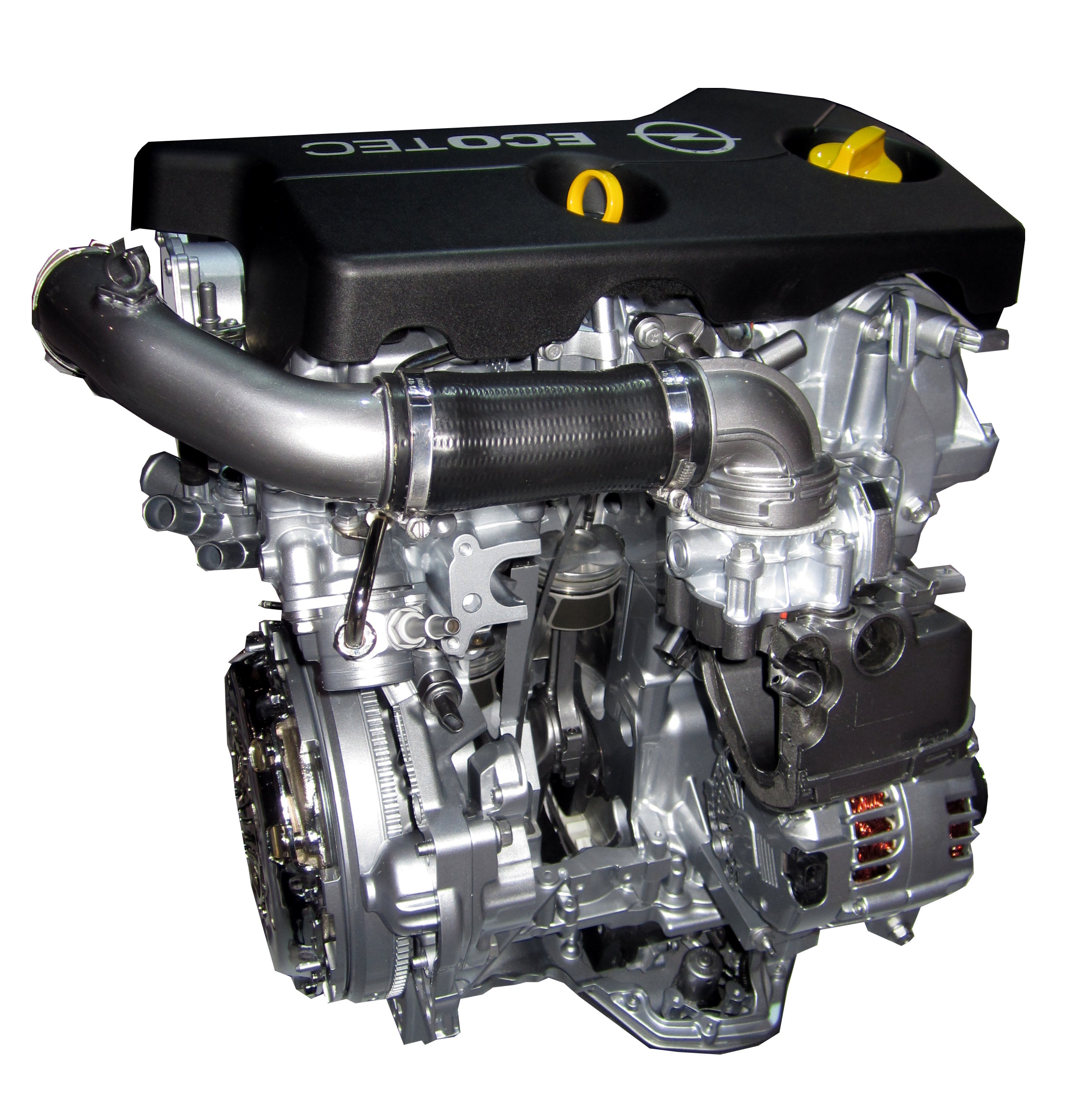
Opel-driecilindermotor B10XFT 1.0 SIDI Turbo

De GM Small Gasoline Engine (SGE) is een familie van drie- en viercilinderbenzinemotoren met een kleine cilinderinhoud, variërend van 1,0 tot 1,5 liter, ontwikkeld door Adam Opel AG, Shanghai Automotive Industry Corporation (SAIC), MG Motor (MG), Shanghai GM (SGM) en het Pan-Asia Technical Automotive Center (PATAC).
De wereldwijde familie is ontworpen om het brandstofverbruik, de prestaties en de emissies te verbeteren en lawaai en trillingen te verminderen. Om dit te bereiken heeft de auto een lichtgewicht ontwerp en geavanceerde technologieën zoals directe benzine-injectie, turbo, inlaatspruitstuk met variabele lengte en compatibiliteit met alternatieve brandstoffen. De motor maakt gebruik van een modulaire aanpak met uitwisselbare componenten die geschikt zijn voor specifieke toepassingen.
De eerste motorvarianten zijn:
- 999 cc (1,0 l; 61,0 cu in) I3 DI DCVCP turbo met 77,4 mm (3,05 in) slag,
- 1.118 cc (1,1 L; 68,2 cu in) I3 PFI 86,6 mm (3,41 in) slag,
- 1.399 cc (1,4 l; 85,4 cu in) I4 DI DCVCP turbo 81,3 mm (3,20 in) slag en
- 1.490 cc (1,5 l; 90,9 cu in) I4 PFI met 86,6 mm (3,41 in) slag. Ze zijn allemaal afgeleid van slechts twee blokken (drie- en viercilinder) met een gemeenschappelijke boring van 74 mm (2,91 in) en een boringafstand van 81 mm (3,19 in). Mitsubishi Heavy Industries levert een ééntraps single-scroll turbocompressor.[2]

Om het NVH-niveau (Noise, Vibration and Harshness) te verlagen, is de brandstofrail van de directe injectie bevestigd aan de cilinderkop en het kleppendeksel via bussen die het luide tikkende geluid van de injectorpluggen isoleren. GM beweert dat de 1.0-liter turbo 25 procent (3 dBA) stiller is dan de 1.0-liter turbo van de Ford Fiesta en dat de 1.4-liter tot 50 procent (6 dBA) stiller is dan de VW/Audi 1.4-liter turbo. Andere geluiddempende maatregelen zijn een cilinderblok met bodemplaat die de stijfheid verhoogt en een verstijfde aluminium nokkendeksel aan de voorkant. Driecilindervarianten krijgen een contraroterende balansas (motortoerental) die geïntegreerd is met de oliepomp en zich in de tweedelige aluminium oliepan bevindt om afgestraald geluid te voorkomen. GM beweert dat de driecilinder EcoTec soepeler stationair draait dan de driecilinder van Ford, die geen as gebruikt.
Alle turbovarianten leveren 90 procent van hun maximumkoppel tussen 1500 en 5000 tpm, met piekvermogen tussen 5600 en 6000 tpm. De MHI turbo's zijn zo groot dat ze snel op het koppel reageren en zijn heel dicht bij de cilinders gemonteerd, dankzij cilinderkoppen waarin de uitlaatspruitstukken in de kop zijn verwerkt.
Om de massa te beperken zijn de motoren compact in alle richtingen, bijna volledig gemaakt van aluminium en voorzien van composiet inlaatspruitstukken. Dit haalt 44 pond (20 kg) weg van de bestaande 1,4-liter turbo in de Cruze en maakt hem 8 pond (4 kg) lichter dan de 1,4-liter VW-turbo. GM zegt dat deze motor 98 kg weegt, klaar voor installatie.
De motoren debuteren in de Opel Adam van 2014 en worden geproduceerd in Szentgotthárd, Hongarije en GM's Flint Engine-fabriek. De nieuwe motorfamilie zal tegen het einde van het decennium ook voor andere merken en markten worden gebruikt en zal drie afzonderlijke motorfamilies vervangen (S-TEC, Family 0 en Family 1).